# Psychopompe (roman)
Psychopompe est le 32e roman d’Amélie Nothomb, publié le 17 août 2023 aux éditions Albin Michel. 

## Résumé
Dans cet ouvrage autobiographique, Amélie Nothomb évoque sa fascination et son amour pour les oiseaux. Elle revient également sur son enfance, du Japon au Laos, en passant par les États-Unis. Selon elle, « écrire, c'est voler ».
Amélie Nothomb revient également sur le viol collectif qu'elle a subi à 12 ans sur une plage du Bangladesh. Elle nommera ses agresseurs par « les mains de la mer ».